# Província de Mikolaiv
La província de Mikolaiv és una óblast (província) d'Ucraïna meridional. La capital és la ciutat de Mikolaiv, a prop de la desembocadura del Buh Meridional. La província és creuada per aquest riu, que acaba en la ria o liman del Buh Meridional (Buzkyi Lyman), que desemboca i es barreja amb el liman més gran del Dnièper. Aquesta óblast té una petita part de costa a la mar Negra. Té una superfície de 24,6 mil km², i l'any 2003, tenia una població 1.240,4 mil habitants.
Limita amb l'óblast d'Odessa a l'oest, la de Kirovohrad al nord, amb la de Dnipropetrovsk a l'oest i amb la de Kherson a l'oest i sud-oest. Al sud limita amb la mar Negra, o més precisament, amb el liman conjunt del Dnièper i Buh Meridional.

## Geografia física

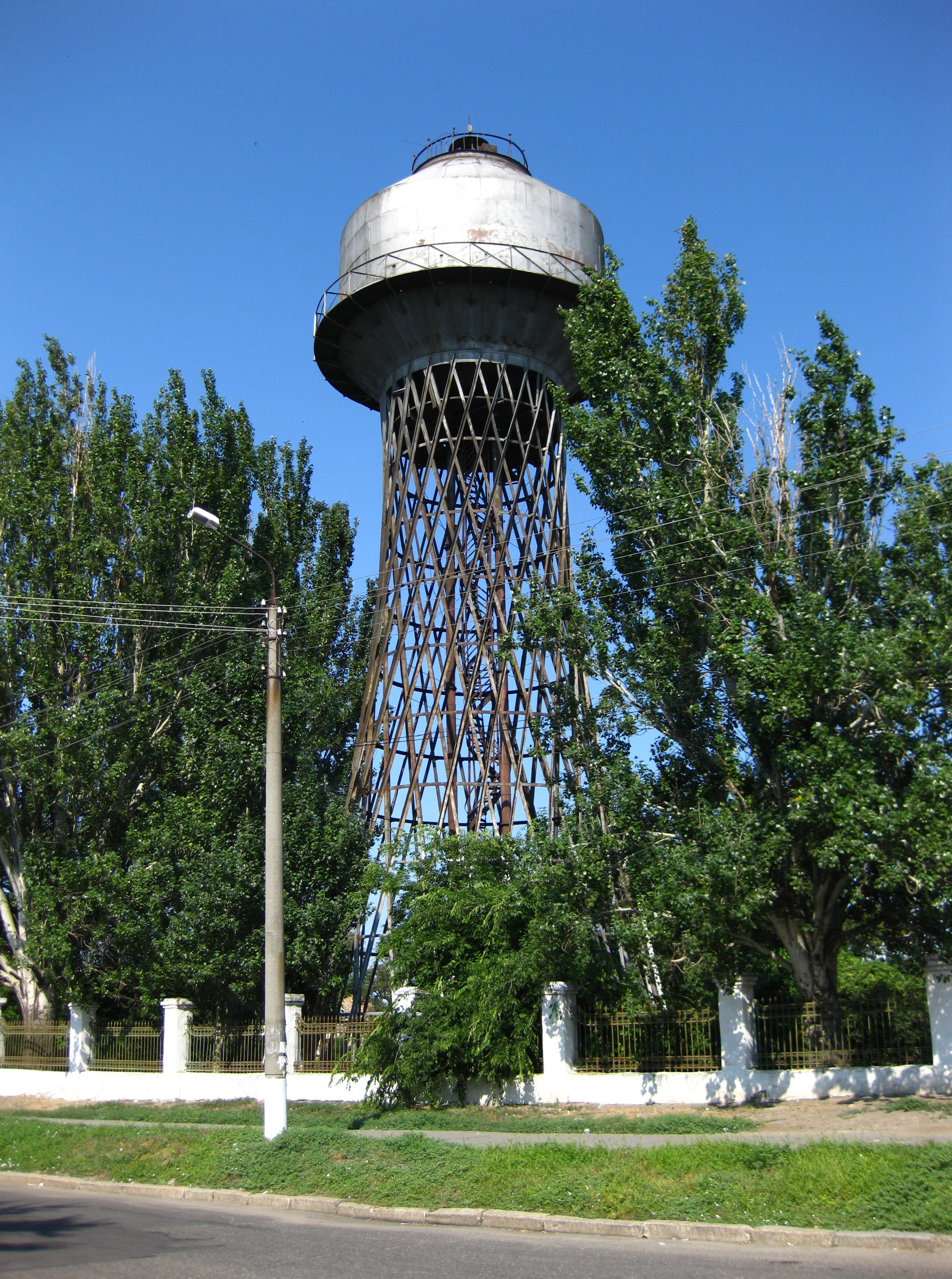
Torre d'aigua a Mikolaiv, construïda per l'enginyer i arquitecte Volodímir o Vladímir Xúkhov.

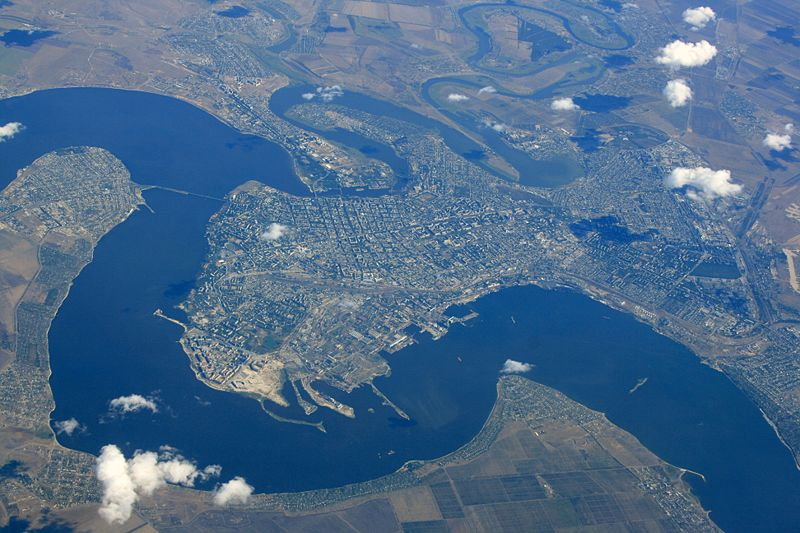
Vista aèria de la ciutat de Mikolaiv, a la confluència de l'Inhul amb el liman del Buh Meridional

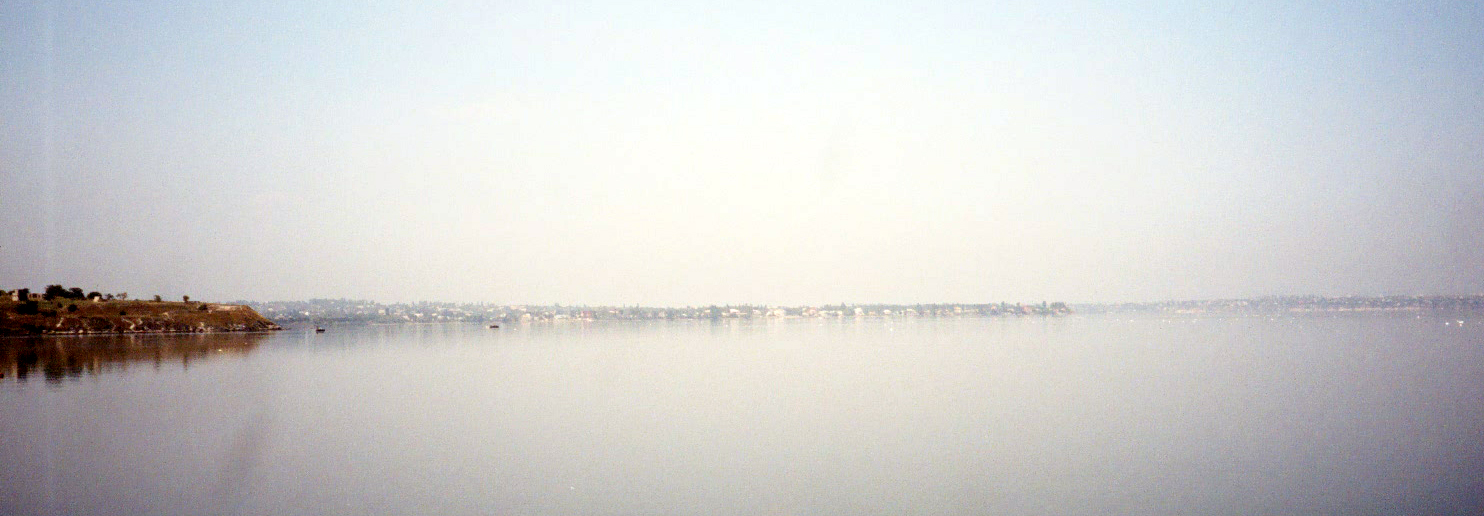
La confluència de l'Inhul amb el Buh Meridional a Mikolaiv

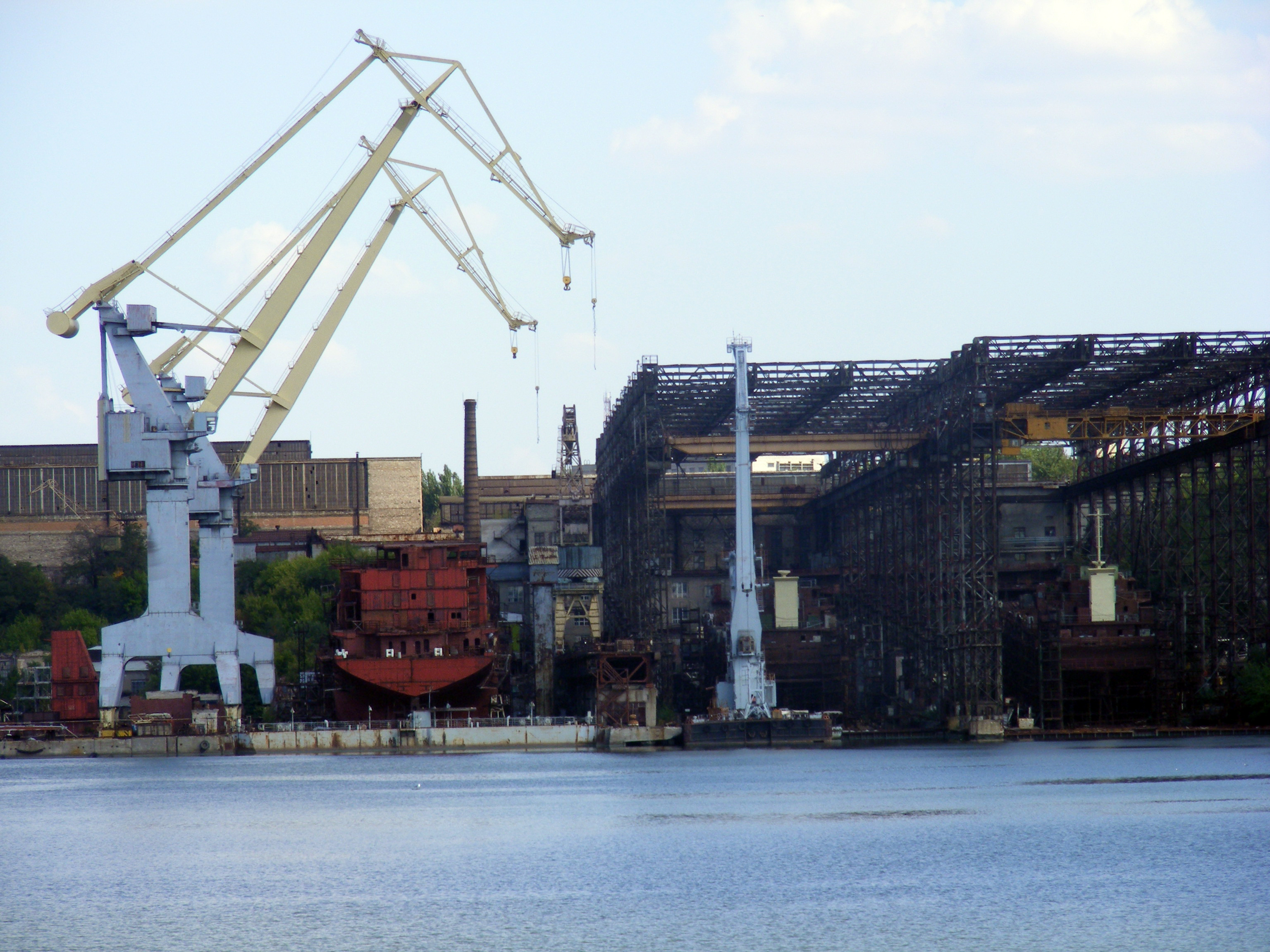
Una de les 3 drassanes principals al port fluvial de Mikolaiv

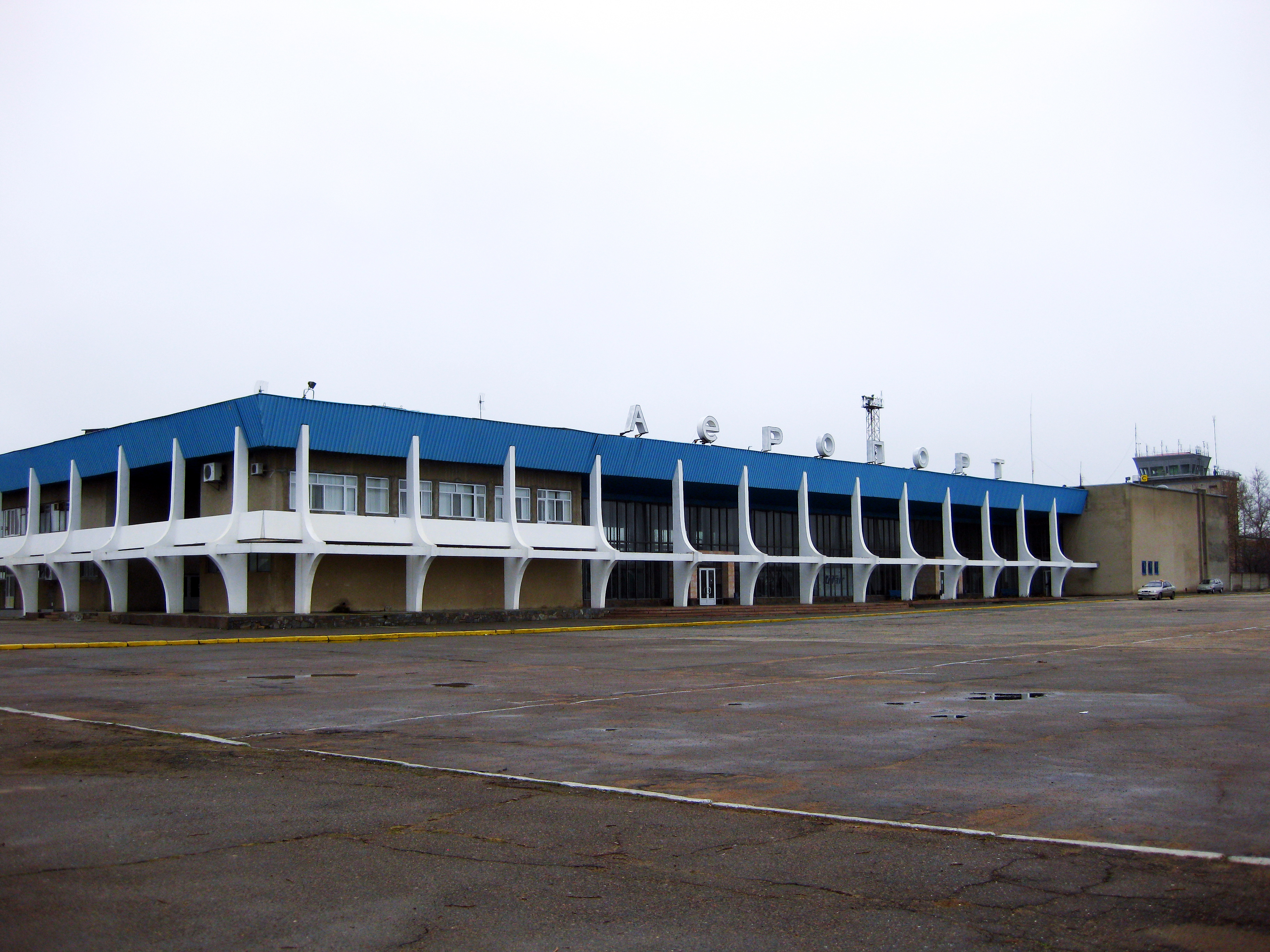
l'aeroport de Mikolaiv

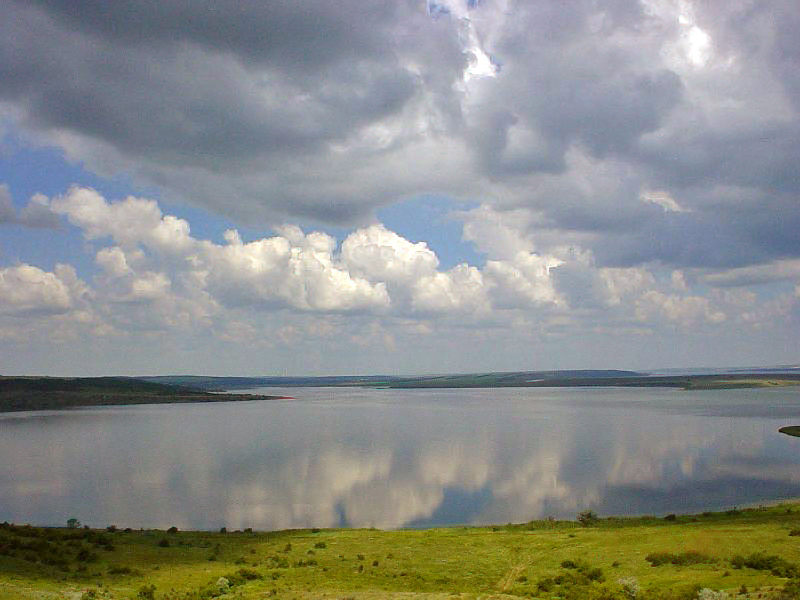
El liman del Tylihul.

### Relleu
La superfície de l'óblast conforma una plana inclinada lleugerament cap al sud. La majoria de la província es troba dins del territori de la depressió prelitoral de la mar Negra (Причорномо́рська низовина́, Prytxornomorska nyzovynà) a la conca del Buh Meridional.
Al nord, s'estenen parts de les planes suaument ondulades de la "terra alta de Podíl·lia" (Подільська височина, Podilska vyssotxynà, a la riba dreta del Buh Meridional) i de la "terra alta del Dnièper" o del "pre-Dnièper" (Придніпровська височина, Prydniprovska vyssotxynà, a la riba esquerra del Buh Meridional).
Hi entren molt terra endins els limans (una mena de ries) del Buh Meridional (Бузький лиман, Buzkyi lyman) o del Dnièper-Buh (Дніпровсько-Бузький лиман, Dniprovsko-Buzkyi lyman), del Berezany (Березанський лиман, Berezanskyi lyman) i del Tylihul (Тилігульський лиман, Tylihulskyi lyman).
Al territori de l'óblast pertanyen l'illa de Berezany (острів Березань, óstriv Berezan´) і la "banya" o punta de Kinburnska (Кінбурнська коса, Kinburnska kossà), que tanca el lyman del Dnièper-Buh des de l'altra banda de l'estret, on es troba l'óblast de Kherson.

### Hidrografia

#### Rius
Uns vuitanta-cinc rius de més de 10 km de llargada banyen el territori de l'óblast. El principal riu és el Buh Meridional, amb els seus afluents: l'Inhul (Інгул), Kodyma (Кодима), Txytxykliia (Чичиклія), Syniukha (Синюха), Mertvovod (Мертвовод, "Aigües Mortes") i Hnylyi Ianalets (Гнилий Яланець, "Petit Ialan Podrit").
També és destacable el riu Inhulets i el seu afluent Vyssuny (Висунь) pertanyen a la conca del Dnièper, mentre que el Riu Berezany (Березань) desemboca al lyman del seu nom i pertany directament a la conca de la mar Negra.

#### Llacs i embassaments
Hi ha uns cent vint-i-vuit llacs i dotze petits embassaments.
Dnièper
- Liman del Tylihul (Тилігу́льський лима́н, Tylihulskyi lyman), prop de la ciutat costanera de Iujne (Южне), separa les óblasts d'Odessa i Mikolaiv.
- Liman del Berezany (Березанський лиман, Berezanskyi lyman), desemboca a la mar Negra a Otxàkiv (Очаків), a l'estret que comunica el liman del Dnièper-Buh amb la mar Negra i davant per davant de la banya de Kinbur.
- Liman del Buh Meridional (Бузький лиман, Buzkyi lyman), la part abans de desemboca al liman del Dnièper o del Dnièper-Buh, entre les poblacions de Dmýtrivka i Oleksandrivka, a l'óblast de Mikolaiv
- Liman del Dnièper-Buh (Дніпровсько-Бузький лиман, Dniprovsko-Buzkyi lyman), desemboca a la mar Negra també a Otxàkiv (Очаків), i es troba entre les óblasts de Mikolaiv i Kherson.

### Ecoregions, flora i fauna
El territori de l'óblast consisteix principalment en estepa boscosa o forestal.

### Clima
L'óblast té un clima continental moderat. Els hivernss són suaus i els estius calorosos i secs. La temperatura mitjana el gener és d'entre –5 °C i – 3 °C, el juliol, d'entre 22 i 27 °C. La precipitació atmosfèrica mitjana anual és de 300–500 mm.

### Parcs naturals
- Parc Nacional de "Hard del Buh" (Національний природний парк «Бузький Гард»), a la riba del Buh Meridional. Aquest parc nacional fou creat el 2009 a partir d'un parc regional preexistent.

- Parc Nacional de "Biloberéjia Sviatoslava" (banya de Kinbur), en ucraïnès: Національний природний парк "Білобережжя Святослава" (Кінбурнська коса). Aquest parc nacional fou creat el 2009 a partir d'un parc regional preexistent. Consisteix en la banya o punta de sorra que tanca una part del liman del Dnièper-Buh, que s'ha format a partir de la sorra aportada pel Dnièper i el Buh Meridional i forma part de l'hàbitat d'estepa sorrenca combinat amb zona litoral.

- Reserva natural de l'estepa de Ielanets (Природний заповідник «Єланецький степ», Pryrodnyi zapovídnyk "Ielanetskyi step), prop del poble de Kalýnivka, raion de Ielanets (с. Калинівка, Єланецький район). Algunes imatges les trobareu a la pàgina d'Ucraïna incògnita, junt amb un article en ucraïnès.

- Reserva de la biosfera de la Mar Negra (Чорномо́рський біосфе́рний запові́дник, Txornomorskyi biosfernyi zapovídnyk), es troba al territori de les óblasts de Kherson i Mikolaiv, i fou declarat el 1927. Es divideix en tres parts: la zona d'estepa boscosa, la zona marítima i la zona illenca, i és un espai important de cria d'aus. Podeu veure unes imatges a la pàgina d'Ucraïna incògnita, junt amb un article en ucraïnès, i un mapa de l'àrea a aquesta pàgina Arxivat 2009-03-02 a Wayback Machine. (en rus).

- Reserva nacional forestal de Ratsynska datxa (Лісовий заказник «Рацинська дача», Lissovyi zakàsnyk "Ratsynska datxa"), que consisteix en estepa boscosa. Podeu veure fotos a la pàgina de Podoroj Arxivat 2012-05-24 a Wayback Machine..

- Parc regional dels granits i estepa de Pobújia (Регіонально-ландшафтний парк «Гранітно-степове Побужжя»), vall i congost del riu Buh Meridional i els seus afluents: Velyka Korabelna (Велика Корабельна), Bakxài (Бакшай) i Mertvovid (Мертвовід).

- Reserva botànica de les praderies de Phyllophora de la badia d'Odessa (Філофорне поле Зернова - ботанічний заказник, Filoforne pole Zernova - botanitxnyi zakàznyk). Aquesta reserva marina fou creada el 2008 per intentar preservar una colònia única (per la seva grandària) de les algues vermelles anomenades Phyllophora, en alarmant regressió. Aquesta interessant concentració botànica fou descrita el 1908 pel científic S. A. Zernov, d'aquí el nom de la colònia. L'espai és compartit amb l'óblast d'Odessa. Vegeu un mapa de (la reducció de) l'àrea a "Reduction of the Zernov's Phyllophora fields in the Bay of Odessa" (2001) Arxivat 2009-05-17 a Wayback Machine. (UNEP/GRID-Arendal Maps and Graphics Library, en anglès).

- Algunes zones humides designades d'interès internacional ornitològic sota el conveni de Ramsar ("Convenció relativa a les zones humides d'importància internacional especialment com hàbitat d'aus aquàtiques") es troben a l'óblast, entre elles:
  - El liman del Tylihul (Тилігу́льський лима́н, Tylihulskyi lyman), alimentada pel riu Tylihul. Un dels limans (un tipus d'estuari) més purs de la costa nord-oest de la mar Negra, aquest espai inclou illetes, prats salins i penínsules sorrenques. La vegetació consisteix en diverses espècies hidròfiles i canyissars, i inclou algunes espècies endèmiques. L'espai és refugi per aus hivernants i ocells nidificants, i també és lloc de descans per ocells d'aiguamolls en migració a la primavera i tardor. Algunes d'aquestes espècies es troben amenaçades nacional o internacionalment. Més del 25% de la població europea d'agró blanc (Egretta alba) hiverna aquí. Es troben restes d'antics poblats grecs.
  - La badia de Iahorlyk (Ягорлицька затока, Iahorlytska zatoka), d'aigües marines someres (menys de 6 m), amb les seves illes, estrets i barres de sorra, i zones humides a la costa. És un lloc de cria d'aus amenaçades.

## Política i govern

### Divisions administratives
L'óblast de Mikolaiv està dividida en 19 raions (sing. район, raion, pl. райо́ни, raion·y, subdivisió administrativa similar a les nostres comarques) i 5 ciutats que no depenen d'un raion sinó directament de l'óblast. Aquestes últimes són les ciutats de: Iujno·ukraïnsk (Южноукраїнськ), Mikolaiv (Миколаїв), Otxàkiv (Очаків), Pervomaisk (Первомайськ) i Voznessensk (Вознесенськ).
L'óblast té un total de:
- 9 ciutats (sing: мі́сто, misto, plural: мі́ста, mista), 4 de les quals depenen d'un raion;
- 17 "assentaments de tipus urbà" o SMTs (un смт, smt, се́лище місько́го ти́пу, sélysxe miskoho typu, és un municipi amb estatus entre poble i ciutat);
- 822 pobles (село́, seló); i...
- 74 llogarrets (се́лище, sélysxe, tot sol).

### Principals ciutats
- Baixtanka (Баштанка)
- Iujno·ukraïnsk (Южноукраїнськ)
- Mikolaiv (Миколаїв), és un centre important de l'enginyeria i la construcció naval, amb 3 drassanes principals, una de les quals és capaç de construir vaixells de guerra. Té un port fluvial important i un aeroport de mercaderies. Es troba a 65 km de la Mar Negra a la vora del lyman del Buh Meridional on entra el riu Inhul.
- Nova Odessa (Нова Одеса)
- Novyi Buh (Новий Буг)
- Otxàkiv (Очаків)
- Pervomaisk (Первомайськ)
- Snihúrivka (Снігурівка)
- Voznessensk (Вознесенськ). La ciutat de Voznessensk (Вознесе́нськ) és un dels centres culturals, històrics i comercials de l'óblast. Un dels seus museus és el dedicat a l'artista (dibuixant, artista gràfic) Ievhen Adólfovytx Kibryk (Євген Адольфович Кібрик, 1906-1978).

## Cultura

### Llocs i dades d'interès
- Òlbia (Escítia), l'antiga colònia grega d'Òlbia (grec antic: Ὀλβία Ποντική) es troba en aquesta óblast, a la vora del lyman del Buh Meridional, riu conegut pels grecs com a Ὕπανις, Hypanis, prop de l'illa de Berezany. El seu port fou un dels emporis més importants de la Mar Negra. Des d'allí s'exportaven cereals, peix i esclaus cap a Grècia, i s'importaven productes àtics a Escítia.

- Poblat cimmeri "Dykyi Sad" (Городище фінальної бронзи «Дикий Сад», "Jardí salvatge"), un poblat cimmeri prop de la ciutat de Mikolaiv descoberta el 1927. Data de la fi de l'edat del bronze, entre els segles XII i X abans de la nostre era.

## Economia
L'óblast té una important indústria de construcció naval, com també de metal·lúrgia. També hi ha la fàbrica de cervesa "Iantar" (ambre), que produeix la seva pròpia marca com també altres marques de cervesa d'Ucraïna.

## Galeria d'imatges

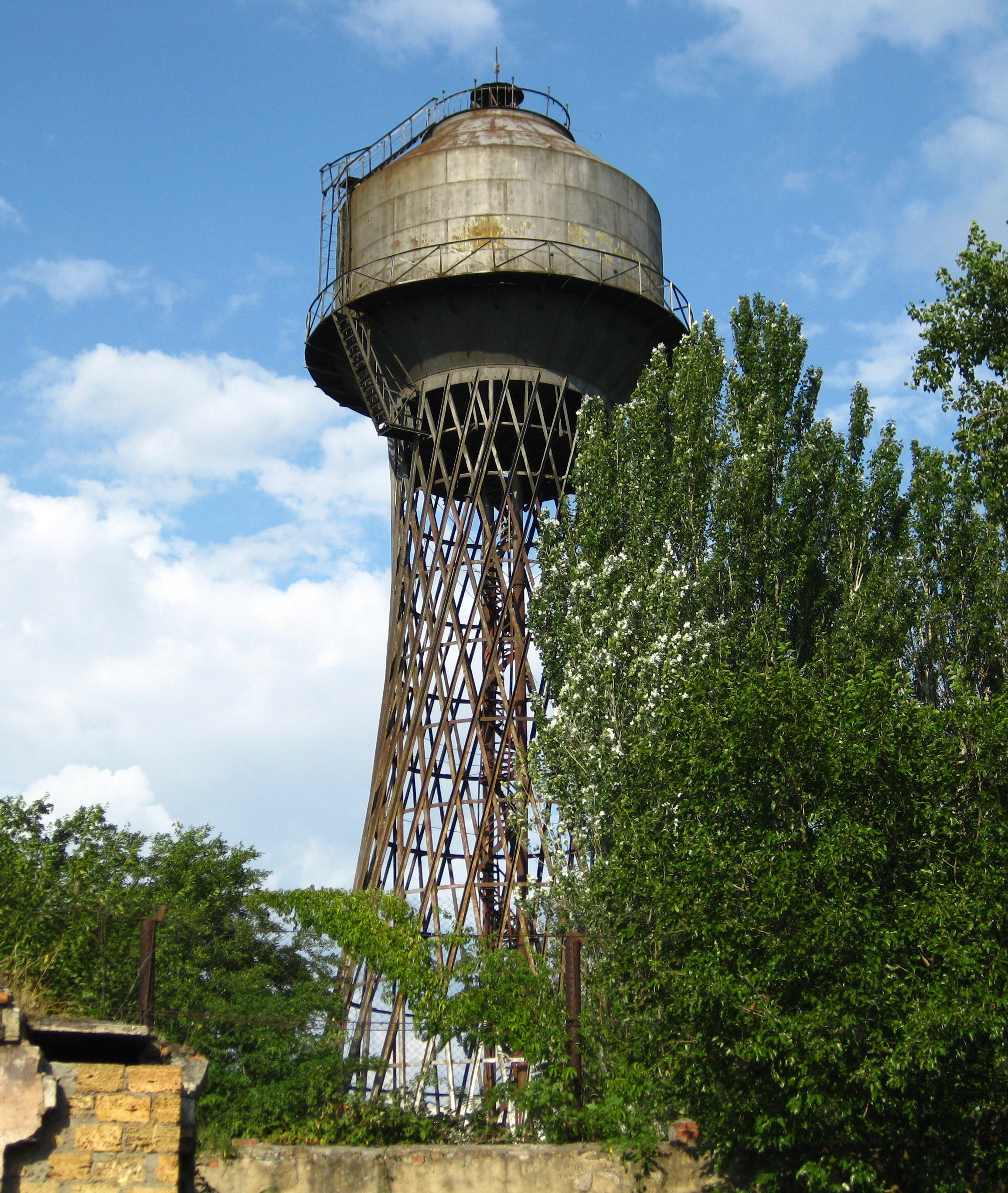
Una altra vista de la torre d'aigua a Mikolaiv, construïda per l'enginyer i arquitecte Volodýmyr o Vladímir Xúkhov
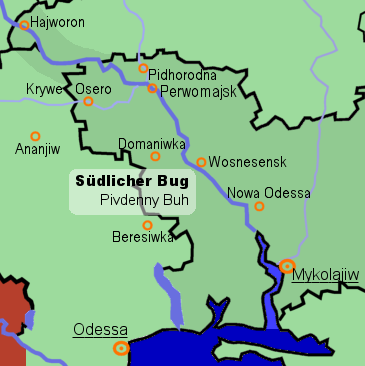
Mapa del curs baix del Buh Meridional (alemany)
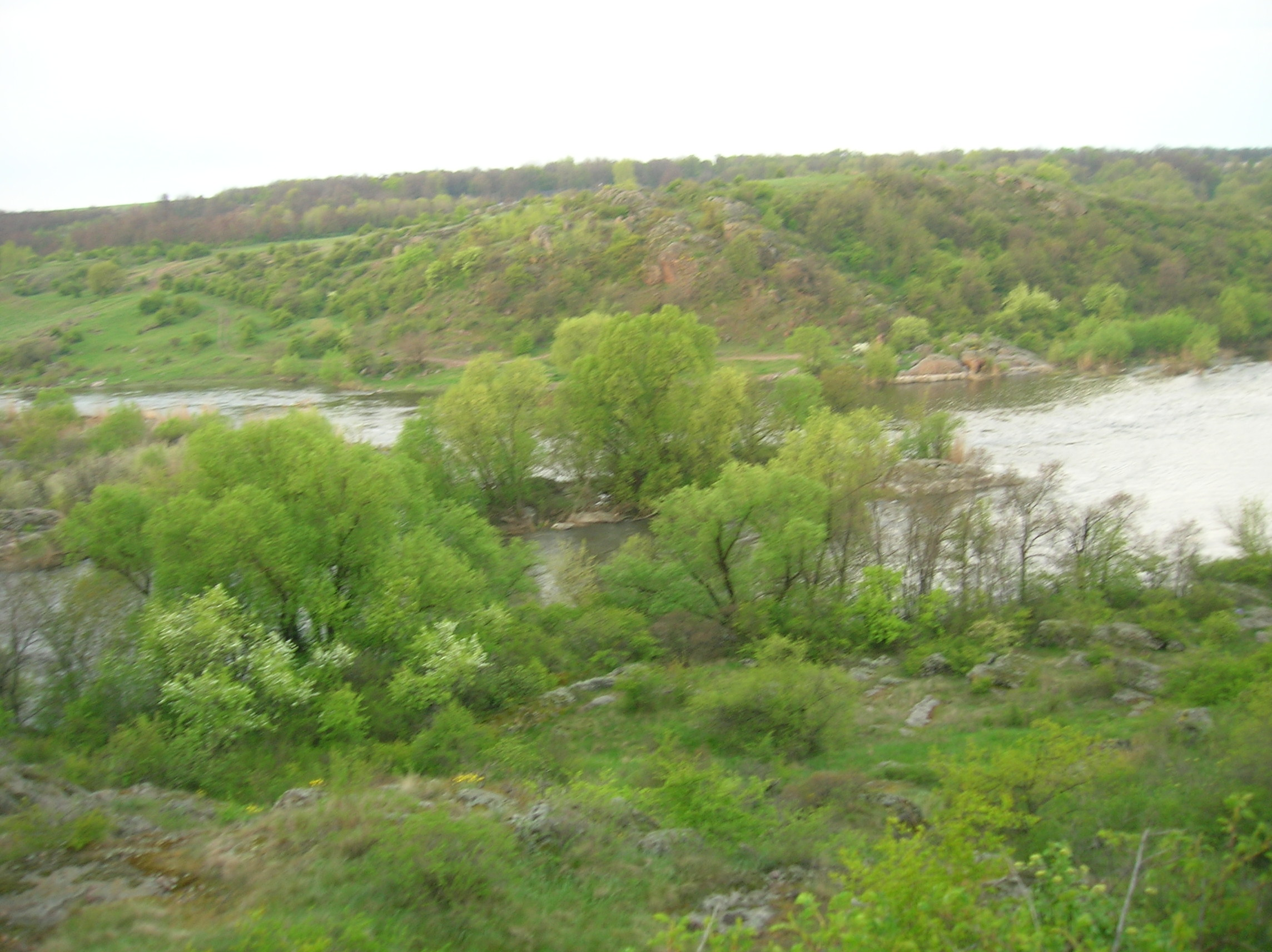
El Buh Meridional al seu pas pel poble de Myhèia, a l'óblast de Mikolaiv.
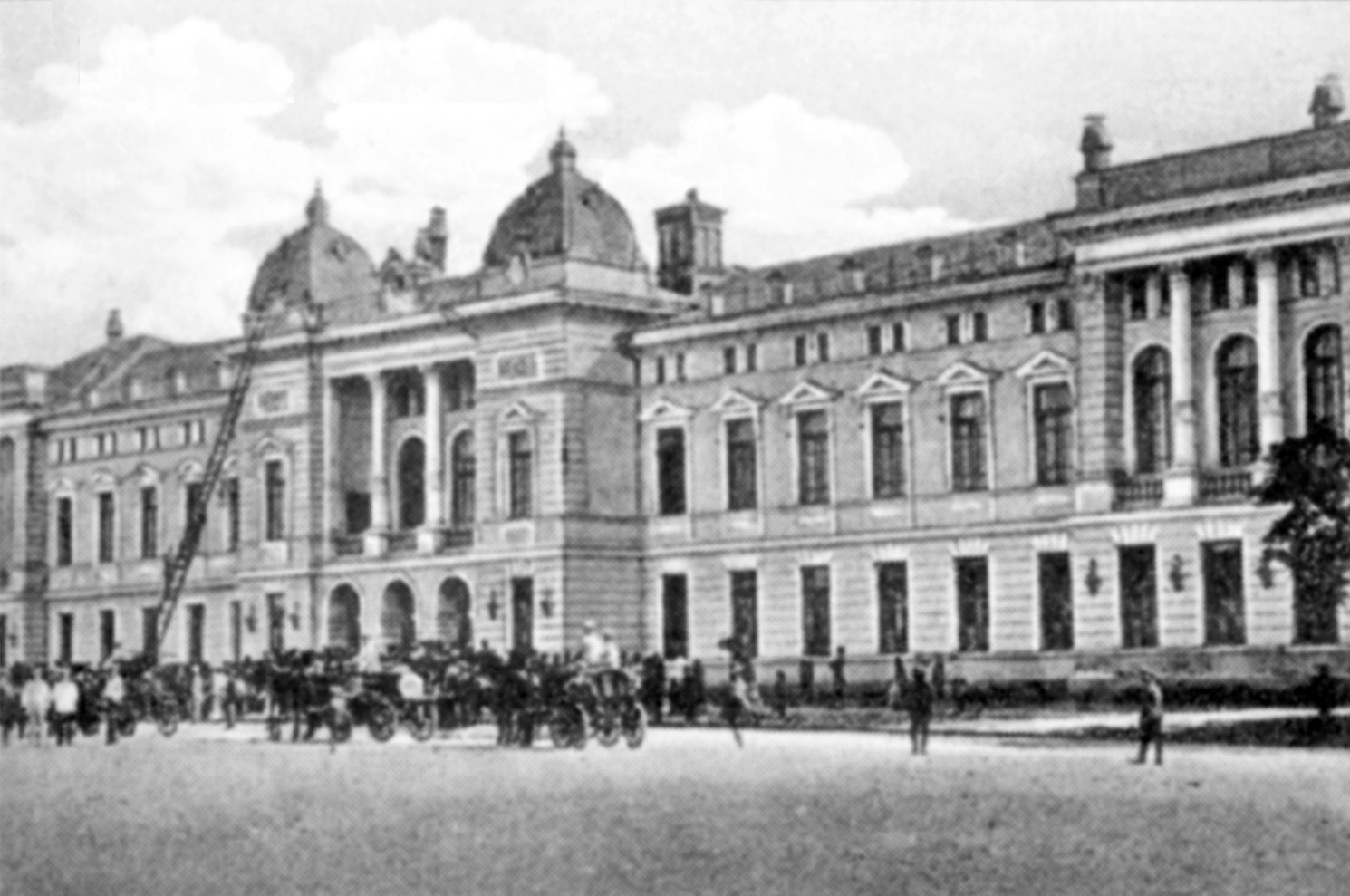
Edifici de l'ajuntament de Mikolaiv circa 1900.
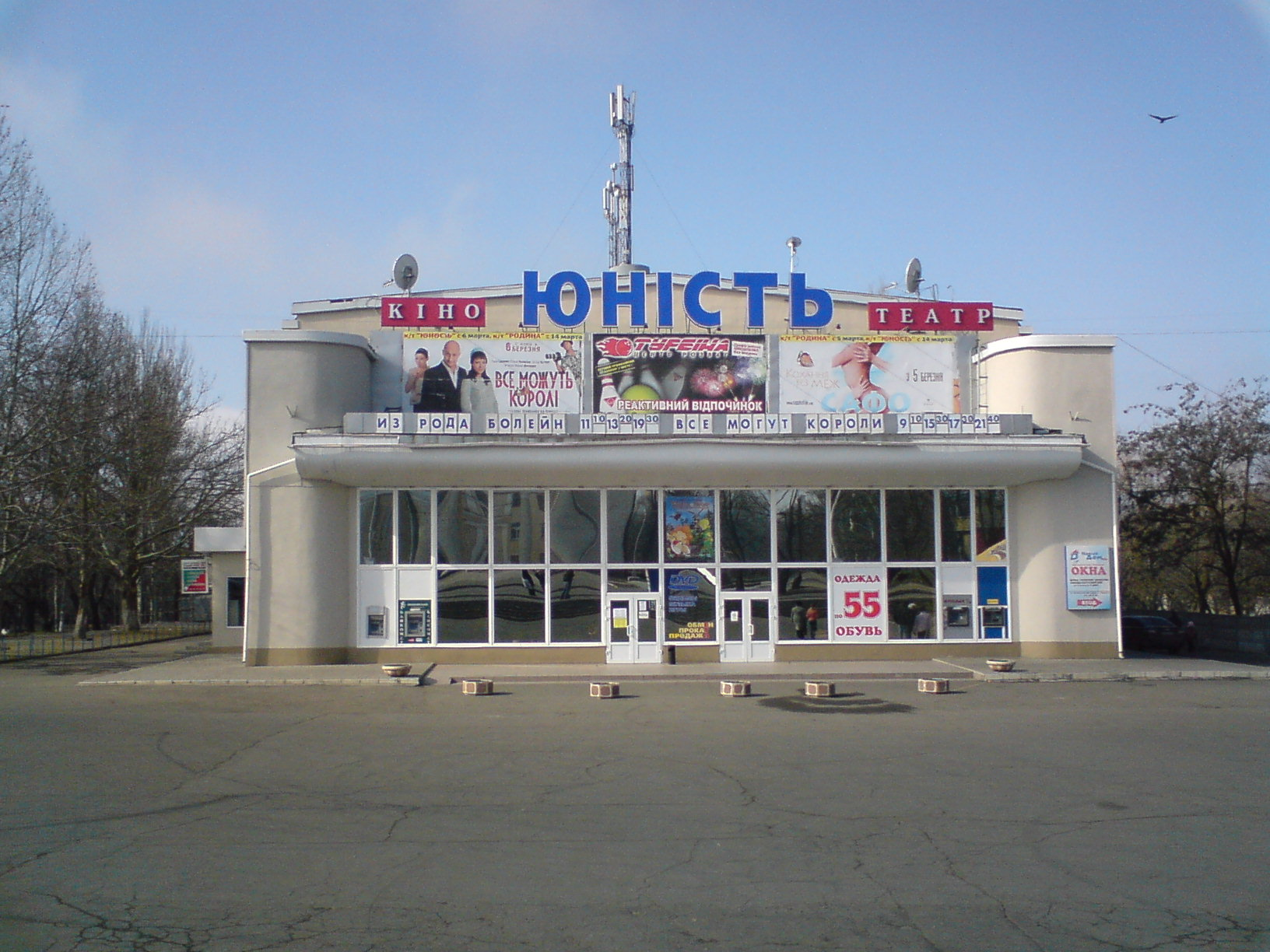
El cinema "Iúnist" o Joventut, a Mikolaiv.
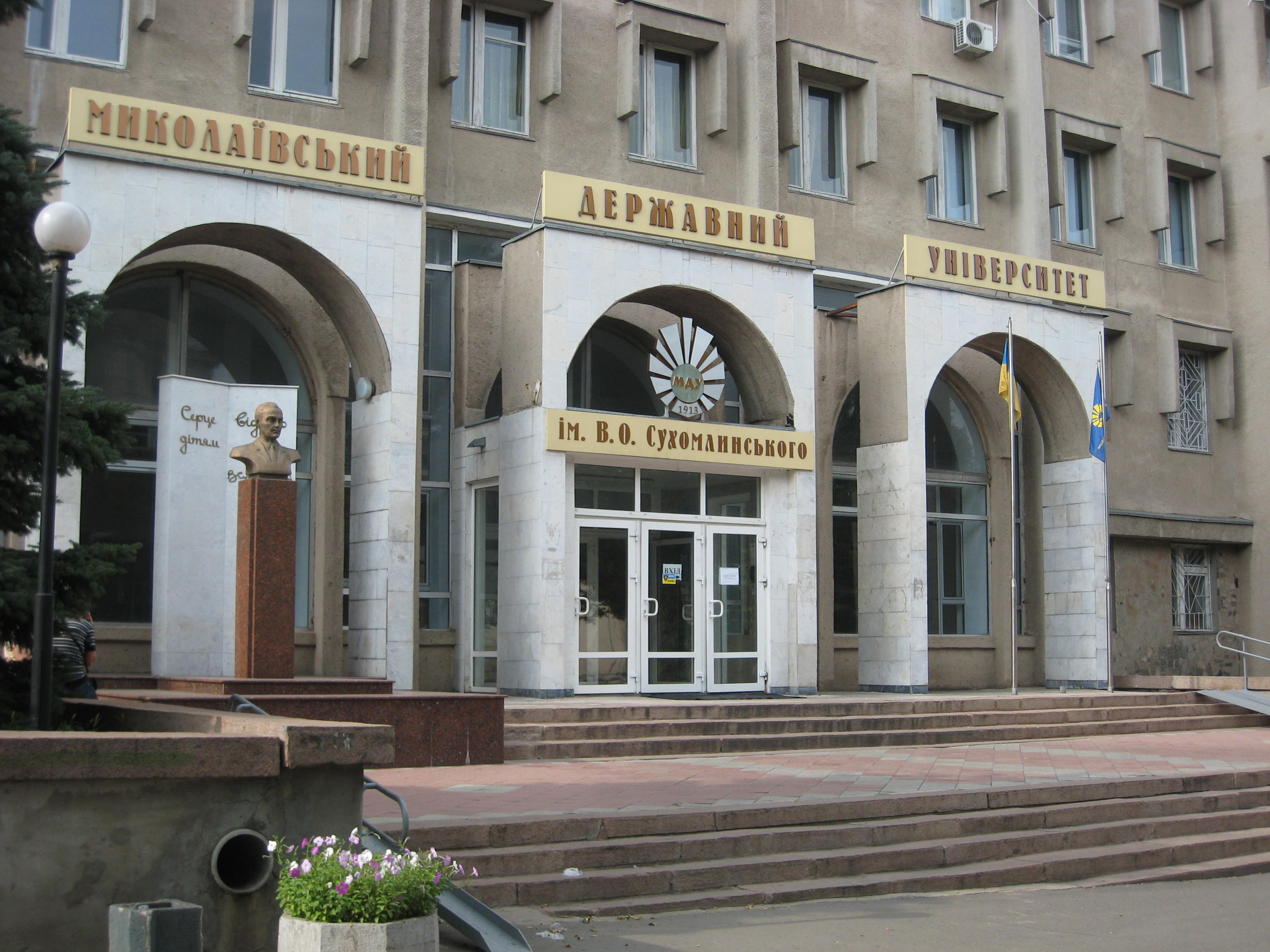
Universitat estatal de Mikolaiv.
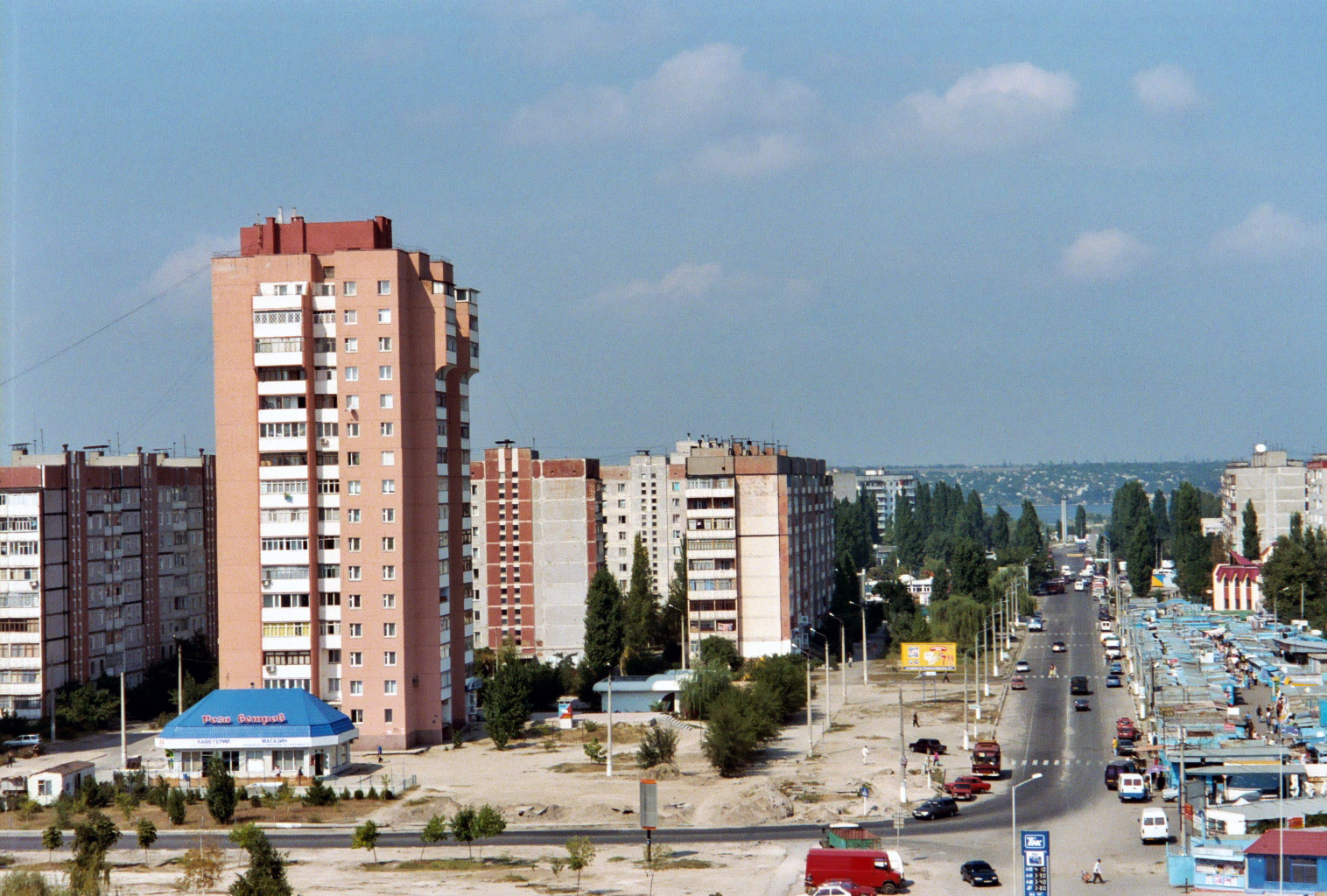
Barri de Nàmyv, a Mikolaiv.
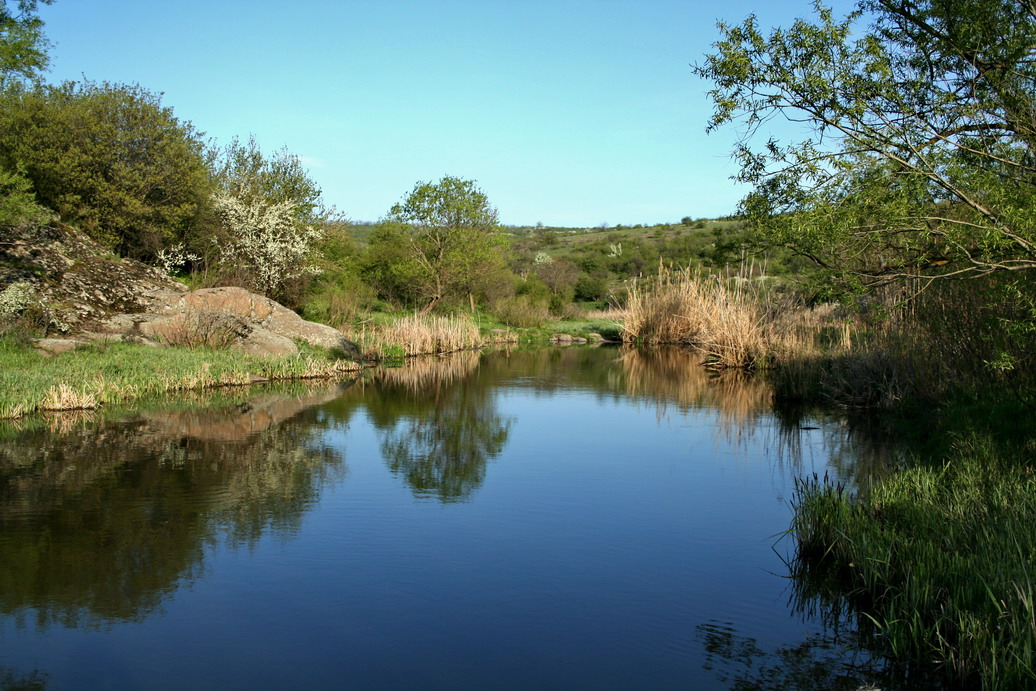
El riu Mertvovid, prop del poble d'Aktove.